# Echo TV
Az Echo TV Magyarország egyik vállaltan keresztény-konzervatív értékeket képviselő kereskedelmi televíziós csatornája volt. Vezérigazgatója Vaszily Miklós volt. Alapító tulajdonosa Széles Gábor, akitől a csatornát 2016. december 1-jén Mészáros Lőrinc vásárolta meg, majd 2018 végén a KESMA tulajdonába került.

## Története
Az Echo TV Magyarország első üzleti témájú csatornájaként pozícionálta magát indulásakor. A 2005 júniusában beharangozott csatorna 2005. augusztus 15-én kísérleti adásként működőtt, majd hivatalosan az év szeptember 15-e óta sugározta adását napi 24 órában. Vezérigazgatója 2017 augusztusától a megszűnésig Farkas Boglárka volt. Ugyanekkor Bedő István eddigi vezérigazgatót az igazgatótanács elnökévé nevezték ki.
A televízió indulásától több Hír TV-től távozott munkatársat is alkalmazott. Tulajdonosa 2016. december 1-jétől 2018 őszéig Mészáros Lőrinc volt, majd onnantól a KESMA tulajdonába került a csatorna.
A csatorna első logója egy félkövér E betűből és az ECHOTV feliratból állt, fehér színnel, zöld alapon. Első arculatváltása 2007 márciusában volt, ekkor hagyták el az E betűt a logóról, és az addigi gazdasági hírcsatornából általános hírcsatorna lett. A módosított logó 10 éve alatt a csatorna ötször váltott vagy frissített arculatot.
2017. december 4-én a csatorna teljesen megújult, a műsorok a Thököly út helyett az Angol utcából jelentkeztek, ami korábban a Nap TV székháza volt. A megújulással együtt a televízió a korábbi 4:3-as képformátumról átállt a 16:9-es képarányra.
2018. augusztus 1-től a csatorna reklámidejét az Atmedia értékesítette.

### Megszűnés, beolvadás a Hír TV-be és következményei
2019 januárjától a KESMA megkezdte az Echo TV beolvasztását a Hír TV-be. Először a hírgárda cserélődött ki, majd február 22-től a két csatorna ugyanazt a sorrendet állította össze híradójaikban.
Március 18-án a KESMA kiadta a közleményt, miszerint április 1-től az Echo TV megszűnik, és beolvad a Hír TV-be. Emiatt onnantól az Echo TV alsó hírcsíkján folyamatosan az alábbi üzenet jelent meg: "Kedves Nézőink! Az Echo TV 2019. április 1-től megszünteti műsorszolgáltatását. Az Echo TV főbb műsorai ezután a Hír TV-n lesznek láthatók.", míg a Hír TV-nél az alábbi: "Kedves nézőink! A megszűnő Echo TV műsorai április 1-től a Hír TV-n lesznek láthatóak."
Március 29-ét sokan E-napnak hívták: Mészáros Lőrincék és Vaszily Miklós is megvált a csatornától, az Echo TV 50 munkatársat rúgott ki.
2019. március 31-én éjfélkor megszűnt és részben beolvadt a Hír TV-be, mivel a csatornában tulajdonos vállalat szeptember 30-ig működött. A Telekom, a UPC és a Mindig TV a megszűnéssel tájékoztatót helyezett ki a csatorna helyén. A DIGI-nél azonban más történt: volt, ahol továbbra is fekete képernyő volt, és volt, ahol hang nélkül a Spektrum volt látható.
Az Echo TV 2019. április 18-án helyezett ki utoljára hírt a honlapjukon. A csatorna honlapja 2024 novemberéig archívumként tovább működött, azóta a Hír TV honlapjára irányít át.
Az Echo Hungária TV Zrt. a csatorna megszűnése után még 6 hónapig tovább működött. 2019. október 1-jével a vállalat is beolvadt a Hír TV Zrt.-be.

## Jellemzői
Az eredetileg gazdasági hírcsatornaként indult csatornánál többször szinte a teljes szerkesztői-műsorvezetői-felsővezetői gárda kicserélődött, és a gazdasági hírszolgáltatás sokadlagos tevékenységgé vált, a tévé erőteljes politikai irányvonalat vett, több egykor országos ismertségű konzervatív beállítottságú személyiség is megjelent a képernyőn, például Balzsay Károly, Bayer Zsolt, Liebmann Katalin, ifj. Lomnici Zoltán, Kiszelly Zoltán és Kadarkai Endre ill. hosszú ideig Szaniszló Ferenc is műsorvezetője volt a televíziónak.
Polgári, konzervatív értékrendű hangvétel volt jellemző műsoraira, erőteljesen támogatva a Fidesz-KDNP-pártszövetséget és az Orbán-kormányokat. Egyes vélekedések szerint a radikális jobboldal tévéje volt az Echo TV, bár korábban valóban megjelent a radikálisabb hangvétel a műsorokban, később a Fidesz-pártisága miatt számos kritika érte a korábban radikális Jobbik felől.

## Testvéradó
A televíziónak 2006. szeptember 15-től 5 évig volt egy társadója, a Vital TV, amely kezdetben nevének megfelelően életmódi csatorna volt, később ismétlőcsatorna, sokkal több politikai tartalommal, 2011-ben leépülés miatt megszűnt.

## Logói

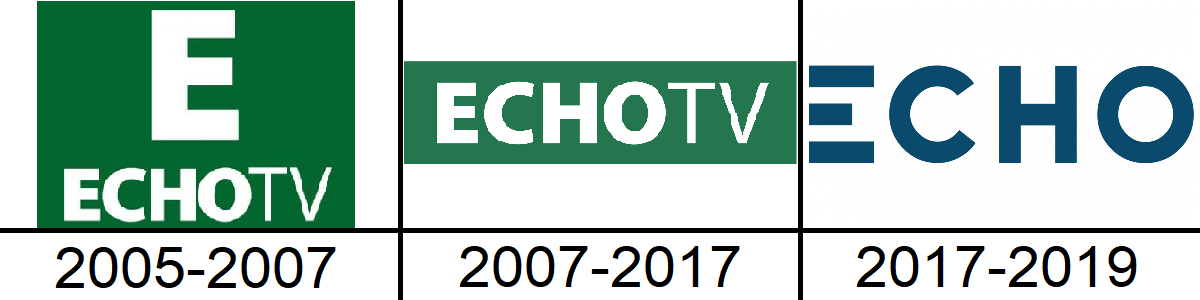
Az Echo TV logói 2005-ig

## Műsorai
A félkövérek a csatorna megszűnése után átkerültek a Hír TV-re.
- Amatőr felvételek
- Analízis
- Angard (vitaműsor: a nagy csörték ideje)
- Arc-kép
- Asztaltársaság
- Asszony lesz a leányból
- Barométer
- Bayer-show (közéleti műsor)
- Bírósági történetek
- Brüsszel (közéleti magazin)
- Célfotó (sportműsor)
- Civil akadémia
- Civil fórum
- Civil kör (intellektuális párbeszéd a hét történéseiről)
- Civil összefogás
- Demokrata kör
- Detox
- A díj
- Divat, stílustippek Esztáry Evával
- A doktor
- Ebugatta
- Édes bűvölet
- Echo-világ (heti világpolitikai magazin)
- Echo-mérleg (heti magazin)
- Echo Magyarország (heti magazin)
- Elektrosokk!
- Elemző
- Életbevágók
- Élet. Minőség
- Élményturista
- Élő örökség (kulturális magazin)
- Építészet 21 (építészeti-örökségvédelmi-magazin)
- Flashback
- A forradalom hite
- Gazdafórum
- A gumid kopjon, ne a lelked!
- Gyógyulj meg
- Hagels
- Hangos többség
- Háttér-kép (a gazdaság más megközelítésből)
- Hazahúzó (hazai szabadidős lehetőségek)
- Hazai halász
- Hazai horgász
- Hazai vadász (vadászmagazin)
- Hazai erdész (erdészeti magazin)
- Háztáji kisokos
- Heti mérleg (heti gazdasági és politikai magazin)
- Heti terror
- A hét verse
- Hídemberek
- Híradó (hírek, gazdaság, sport, időjárás)
- Hírbe-hozzuk
- Híróra
- Hogy Ön is képben legyen
- Hosszabbítás (sportműsor)
- Hungarorama
- Időrosta
- Informátor (akcióban a legjobb magyar oknyomozók)
- Jobbegyenes
- Jobboldali Budapest (portréműsor)
- Jogvita és egészség
- Jó reggelt! (reggeli közéleti műsor)
- Jövőálló (innovációs magazin)
- Karmák és sorsok
- Keménymag
- Kettesben Szabó Anettel
- Kibeszélő
- Kincs, ami van
- Kincsünk a ló
- Kitekintő (magazinműsor a határon túli magyarokról)
- Kiút többszemközt
- Klinika (célkeresztben a gyógyítás)
- Kormányinfó
- Korrektúra
- Körkép a világról (magazin a nagyvilág történéseiről)
- Körkép itthonról (magazin hazánk történéseiről)
- Közérthetően
- Látókör (színes hírek, különleges események)
- Légkör
- A legszebb konyhakert
- A legszebb magyar település
- Magyarok (sorozat a nemzet 21. századáról)
- Mezcsere
- Mélymagyar
- Mozaik
- Mozgás!
- A munkavállalók világa (magazin a munkavállalókról)
- Napi aktuális (a politikai közélet aktuális kérdései)
- Ne legyen áldozat
- A nyolcas (G. Fodor Gábor műsora)
- Olümposz (sportműsor)
- Az oktatás világa
- Orgon élet
- Az orvos válaszol
- Otthon Európában
- Örök-zöld világ
- Őszintén
- Összművész (öt művész üli körbe a polihisztor asztalát)
- Pénzügyi tájoló
- Pharmia
- Plusz-mínusz
- Pont a kultúráról
- Portré
- Pulzus
- RáKérdés
- Reggeli gyors (Reggeli műsor, és Szagtalan Tamás betelefonalós műsora)
- Ralinapló
- Razzia (Magyarország legütősebb bűnügyi műsora)
- Rivalda (fókuszban a tánc és a színház)
- Reviczkyvel az erdőben
- Sajtóklub (politikai vitaműsor)
- Sajtóklub 2.0 – Az új generáció (politikai vitaműsor)
- Sikeremberek
- Sikeresek, vállalkozók
- Számla (gazdasági magazin)
- Szenved-élj!
- Színházi magazin (kulturális magazin)
- Szópárbaj
- Tapsrend
- Tárlatvezetés
- Táj-kép (a vidék magazinja)
- Tegnapi történelem (történelmi magazin)
- Telefonos ambulancia
- Templom
- Terc
- Törésvonalak
- Trend (divatmagazin)
- Troll (tükör a heves provokációkra)
- Tudakozó
- Unió
- Újranyitott aktát (bűnügyi magazin)
- Az üzlet (gazdasági magazin)
- V4 (közéleti magazin a Visegrádi országokról)
- Vál-völgyi finomságok
- A vidék élni akar
- Világ-panoráma
- Visszhang
- Zöld út
- Zöld világ (ökológiai magazin)